# Bombardopolis
Bombardopolis (Haitianisch-Kreolisch: Bonbadopolis)  ist eine Gemeinde in Haiti im Département Nord-Ouest.

## Geschichte
Das Gebiet des heutigen Bombardopolis wurde zunächst Des Sources („Die Quellen“) genannt, da die fruchtbare Hochebene, auf der die Siedlung lag, über eine große Zahl natürlicher Wasserquellen verfügte. 
Des Sources war ein kommunaler Bezirk der Gemeinde Môle-Saint-Nicolas, des Hauptorts des Arrondissements.
Bombardopolis wurde nach dem französischen Naturforscher Bombarde (1698–1783) benannt.
Im 18. Jahrhundert lebten im Nordwesten der französischen Kolonie Saint-Domingue vorwiegend Akadier (französische Siedler aus Nordamerika, die angesichts des Siebenjährigen Kriegs (1756 bis 1763) von den dortigen britischen Kolonialherren vertrieben worden waren) und Deutsche (sowie Polen), die nach dem Siebenjährigen Krieg ausgewandert waren. Die beiden Gruppen von Siedlern befanden sich in einem latenten Konflikt. Um Abhilfe zu schaffen, wurde beschlossen, ein exklusives Siedlungsgebiet für die Deutschen und Polen in Bombardopolis zu schaffen.
Im Jahr 1784 wurde in Bombardopolis die erste Kirchengemeinde gegründet. Im März 1794 griffen britische Truppen, die von Môle-Saint-Nicolas aus operierten, den Ort an. Sie wurden von 150 Deutschen, die den Ort besetzt hielten, zurückgeschlagen.
Im Rahmen der Befreiung Haitis von den Franzosen zogen diese sich im November 1803 aus Bombardopolis zurück. Die Gemeinde erhielt am 17. Oktober 1821 offiziell den Status einer eigenständigen Gemeinde.
Anfang Oktober 2016 verursachte der tropische Wirbelsturm Matthew schwere Schäden in der Gemeinde.

## Lage und Beschreibung
Neben dem Zentrum der Gemeinde Ville de Bombardopolis bestehen drei ländliche Gemeindebezirke:
1. Plate Forme mit Boue, Caille Flide, Fond Citron, Fond Glacis, Grande Savane, La Plateforme, Marinnois, Nan Cajou, Nan Nouvelle, Nan Pomme, Palerme, Pierre Louis, Platon Laroudie, Platon Midref, Platon Millet, Platon Piefraille, Ravine Pourrie, Savane-Bebe und Tête-Source,
2. Des Forges mit Boucaud, Boue, Cadelon, Caye Nicolas, Corossol, Deux Moulins, Habitation Morne Danie, Habitation Morne Pelissier, Habitation Morne Robert, La Briole, Nan Rale, Savane du Blanc, Savane Pelissier und Ti PLace sowie
3. Plaine-d’Orange mit Chilotte, Grève, Hasse, Nospam und Platon Pélissier.

Die Route Départementale RD-52 verbindet Bombardopolis im Nordwesten mit Môle-Saint-Nicolas (18 Kilometer) und im Osten mit Baie-de-Henne (19 Kilometer).